# Narcís Comas i Esquerra
Narcís Comas i Esquerra (Mataró, 1894 – Barcelona, 1969) fou un metge mataroní, fill de Manuel Comas Thós, arquitecte modernista que va desenvolupar la seva activitat tant a Mataró com a Barcelona.
Narcís Comas va exercir com a metge a Barcelona i va especialitzar-se en malalties infeccioses. Va treballar a la Sociedad General Barcino, S.A., empresa química ubicada a Barcelona. En els anys 1940 va marxar a Amèrica Llatina, primer treballant en diversos laboratoris i com a director de propaganda de la marca Dana de l'empresa “Distribuidora Argentina de Perfumería (D.A.P.E.). Durant els anys es dedicà a activitats financeres i turístiques portades, primer des de Colòmbia i Montevideo i després des de París i Brussel·les. Associat amb Ramon Cunill i Bastús va crear l'empresa Agromaris, S.A., una societat patrimonial que es dedicà a diversos negocis relacionats amb la Urbanització i els arrendaments, la construcció més important fou l'Hotel Palmar (Premià de Mar) i la Urbanització Selva-Brava. Mas Rissech.
Quant a la seva vida social, Narcís Comas i Esquerra, casat amb Rosa Riera Gili, va acollir nois estrangers a casa seva des de l'Organisation Ecolier Franco-Espagnole.

## Fons
L'Arxiu Nacional de Catalunya conserva el seu fons personal. El fons conté documentació acadèmica, de la gestió del patrimoni familiar (herència Comas Thós) i de la seva activitat empresarial. Completa el fons la correspondència mantinguda pel matrimoni Comas Riera amb els nois estudiants estrangers.